# Demonax planatoides
Demonax planatoides är en skalbaggsart som beskrevs av Dauber 2006. Demonax planatoides ingår i släktet Demonax och familjen långhorningar. Inga underarter finns listade i Catalogue of Life.